# SV Ostmark Danzig
SV Ostmark Danzig was een Duitse voetbalclub uit de stad Danzig, dat na de Tweede Wereldoorlog door Polen werd ingelijfd en nu Gdańsk heet.

## Geschiedenis
De club werd in 1909 opgericht en begon dat jaar in de Danziger stadscompetitie. In 1911 werd de club kampioen van Danzig en plaatste zich zo voor de Baltische eindronde. In de eerste ronde had de club een bye en in de halve finale versloeg de club SV Marienwerder met 7-0. In de finale verloor de club met 4-2 van SC Lituania Tilsit. Het was de enige keer dat geen club van de drie grote steden de titel kon winnen. Osmark miste dan ook twee van zijn beste spelers en een andere speler kwam te laat aan waardoor de club al op een achterstand aankeek toen ze voltallig waren. De volgende seizoen won BuEV Danzig opnieuw de titel en werd Ostmark vicekampioen. In 1914 eindigden beide clubs eerste, maar verloor Ostmark de play-off om de titel met 3-1.
Na de Eerste Wereldoorlog werd Preußen Danzig ook een belangrijke club en Ostmark zakte weg naar de middenmoot. In 1928 degradeerde de club. In 1933 kwam er een grote competitiehervorming en de Gauliga Ostpreußen werd ingevoerd als nieuwe hoogste klasse. Hierdoor verzeilde de club zelfs in de derde klasse. Na één seizoen fuseerde de club met RSV Hansa Danzig en werd zo RVgg Ostmark-Hansa Danzig.

## Erelijst
Kampioen Danzig
1911